# Pternoscirta caliginosa
Pternoscirta caliginosa är en insektsart som först beskrevs av Wilhem de Haan 1842.  Pternoscirta caliginosa ingår i släktet Pternoscirta och familjen gräshoppor. Inga underarter finns listade i Catalogue of Life.